# 92. zrakoplovna baza Pula
92. zrakoplovna baza Pula bila je zrakoplovna postrojba Hrvatskog ratnog zrakoplovstva sa sjedištem u Zračnoj luci Pula. Osnovana je 1991., a ustrojstveno je prestala postojati 2008., u skladu s Dugoročnim planom razvoja OS RH 2006. – 2015., prema kojem je predviđeno da HRZ ima dvije zrakoplovne baze te letjelišta u Puli, Lučkom i Divuljama.

U bazi je bila smještena 22. eskadrila lovačkih zrakoplova (22. ELZ).
Na dijelu područja nekadašnje ZB Pula u petak, 15. studenog 2019. održano je svečano otvaranje vojarne Hrvatski branitelji iz Istre. U vojarni je predviđen razmještaj djelatnika novog Središta za besposadne zrakoplovne sustave, zatim Opslužništva vojarne Zapovjedništva za potporu, te razvojna jezgra 4. pričuvne pješačke pukovnije Hrvatske kopnene vojske. 

## Povijest
Velikosrpska agresija na Hrvatsku uzela je i ovdje ljudske živote. Primopredaja zračne luke obavljena je 9. studenoga 1991., a već tijekom noći počelo je razminiranje. Hrvatsko je osoblje skinulo satne upaljače s 47 bušotina na pisti, od kojih je svaka imala 200 do 230 kilograma eksploziva. Mislilo se da je sve riješeno. Hrvatska je zastava trebala biti svečano podignuta sutradan. Ali ranog popodneva 10. studenoga 1991. na prvoj bušotini došlo je do eksplozije. Tad su poginuli pirotehničari Dušan Bulešić, Vicelj Marjanović, Stevo Grbić, te Marijan Vinković. Bušotina je bila dodatno minirana nasuprot svim očekivanjima, no srećom se eksplozija nije dalje prenijela. Poginuli djelatnici bili su pripadnici zrakoplovne skupine (dvojica) i pripadnici specijalne postrojbe MUP-a (dvojica). 
Okosnicu baze činila je u to vrijeme zrakoplovna skupina osnovana pri 119. brigadi, koja je okupila pilote letače, zrakoplovne tehničare te dragovoljce. Kako je baza bila minirana i devastirana, težišne su zadaće u to vrijeme bile dovesti je u koliko-toliko funkcionalno stanje. 

### Prvi MiG-21 za HRZ
Danijel Borović vojni pilot koji je svojim preletom 4. veljače 1992. iz JNA Hrvatskoj stavio na raspolaganje prvi nadzvučni borbeni zrakoplov MIG-21bis, sletio je upravo u Pulu. 
S dolaskom prvih kupljenih aviona MiG-21 u travnju 1992. počela je redovita obuka i treniranje vojnih pilota, koji potom preuzimaju zadaće u sklopu djelovanja HRZ-a. Od tada do 1995. pripadnici baze sudionici su svih bojnih djelovanja tijekom Domovinskog rata kao i svih održanih vježbi. 
Značajni doprinos je u VRO Oluja kao jednog od dva uzletišta s kojeg su djelovali Migovi 21 HRZ-a. 
U tijeku Domovinskog rata na području ZB Pula formiran je i 3. Topničko-raketni divizion 203.Brigade PZO. Za zaštitu baze i grada od mogućih zračnih napada JNA koristio je topove Bofors 20/3 i 40 mm kao i lake prijenosne raketne sustave.  

### Nakon rata
Po završetku Domovinskog rata mirnodopske zadaće i aktivnosti usmjeruju njihov daljnji rad, te se pozornost posvećuje školovanju pilota. Počinje se s preobukom prve skupine pilota koji su letjeli na drugim tipovima aviona i njihovo osposobljavanje za borbeni MiG-21. Tijekom 2001. počinje se s preobukom prvog naraštaja mladih pilota kompletno školovanih u Hrvatskoj. 
Pripadnici baze sudjelovali su i u nizu zajedničkih vojnih vježbi. U studenom 2000. na pistu pulske baze slijeću i prvi  F-14 i F-18 iz sastava 6. flote američke mornarice, te je od tada i s USAF održano nekoliko bilateralnih vojnih vježbi u kojima su sudjelovali F-16. Također, organizirane su i zajedničke vojne vježbe s Royal Air Force, zrakoplovstvom Republike Italije, zrakoplovstvom i mornaricom Republike Francuske, a u vježbi Noble Midas '07 zajednički su letjeli s kolegama iz Grčke, Turske, Španjolske i Nizozemske.

## Zapovjednici
Napomena: Popis zapovjednika je nepotpun
- brigadir Vladimir Šumanovac (12.11.1991. – 31.03.1992.)
- brigadir Ljubomir Cerovac (01.04.1992. – 25.05.1993.)
- brigadir Vladimir Mikac[3]
- brigadir Željko Jelenić[4]
- brigadir Ivan Bosak[5]
- bojnik Stanko Hrženjak[6]